# Excirolana monodi
Excirolana monodi is een pissebed uit de familie Cirolanidae. De wetenschappelijke naam van de soort is voor het eerst geldig gepubliceerd in 1977 door Carvacho.